# Жувансель, Поль де
Ипполит Фелисите Поль де Жувансель (фр. Hippolyte Félicité Paul de Jouvencel; 16 января 1817, Версаль — 5 апреля 1897, Париж) — французский публицист и политический деятель.
В 1848—1851 гг. был членом Учредительного и Законодательного собраний; после 2 декабря бежал в Бельгию, откуда вернулся лишь после амнистии 1859.
В 1869 избран в законодательный корпус и высказался в 1870 против плебисцита и против войны, в которой, однако, принимал деятельное участие, командуя полком мобилей. В 1885—1889 снова заседал в законодательной палате.
Список произведений (неполный):
- Du droit de vivre, de la propriété et du garantisme (1847);
- Testament d’un républicain (1853);
- Genèse selon la science (1858);
- la Vie (1859);
- des Déluges (1861);
- De l’emploi du pouvoir financíer (1863);
- l’Allemagne et le Droit des Gaules (1867);
- Rédts du temps (1883);
- les Petites filles d’Eve (1881; роман написан под псевдонимом Comte Genescky.